# Kazumasa Hirai
Kazumasa Hirai (jap. 平井和正 Hirai Kazumasa; ur. 13 maja 1938, zm. 17 stycznia 2015) – japoński mangaka, pisarz i scenarzysta.

## Życiorys
Kazumasa Hirai urodził się 13 maja 1938 roku. Był autorem pierwszej noweli Kieta X (Disappearanse X). Zdobył nagrodę Zachęty za Satsujin Chitai (Murder Zone) z konkursu czasopisma SF Magazine. Był scenarzystą popularnego serialu anime 8 Men. Zmarł 17 stycznia 2015 roku z powodu niewydolności serca.